# 1641 Tana
För andra betydelser, se Tana.
1641 Tana eller 1935 OJ är en asteroid i huvudbältet som upptäcktes den 25 juli 1935 av den sydafrikanske astronomen Cyril V. Jackson i Johannesburg. Den har fått sitt namn efter Tanafloden i Kenya.
Asteroiden har en diameter på ungefär 25 kilometer och den tillhör asteroidgruppen Eos.